# Liste der Biografien/Max
Liste der Biografien |
Portal Biografien |
Personensuche
# |
A |
B |
C |
D |
E |
F |
G |
H |
I |
J |
K |
L |
M |
N |
O |
P |
Q |
R |
S |
T |
U |
V |
W |
X |
Y |
Z |
?
 
Ma |
Mb |
Mc |
Md |
Me |
Mf |
Mg |
Mh |
Mi |
Mj |
Mk |
Ml |
Mm |
Mn |
Mo |
Mp |
Mq |
Mr |
Ms |
Mt |
Mu |
Mv |
Mw |
Mx |
My |
Mz
 
Maa |
Mab |
Mac |
Mad |
Mae |
Maf |
Mag |
Mah |
Mai |
Maj |
Mak |
Mal |
Mam |
Man |
Mao |
Map |
Maq |
Mar |
Mas |
Mat |
Mau |
Mav |
Maw |
Max |
May |
Maz
Die Liste der Biografien führt alle Personen auf, die in der deutschsprachigen Wikipedia einen Artikel haben. Dieses ist eine Teilliste mit 315 Einträgen von Personen, deren Namen mit den Buchstaben „Max“ beginnt.

## Max
- Max C (* 1975), US-amerikanischer Sänger, Songwriter und Tänzer
- Max Carl (* 1950), US-amerikanischer Rock- und Pop-Sänger
- Max Emanuel in Bayern (1849–1893), Herzog in Bayern, bayerischer GeneralleutnantMax Emanuel in Bayern (1849–1893)

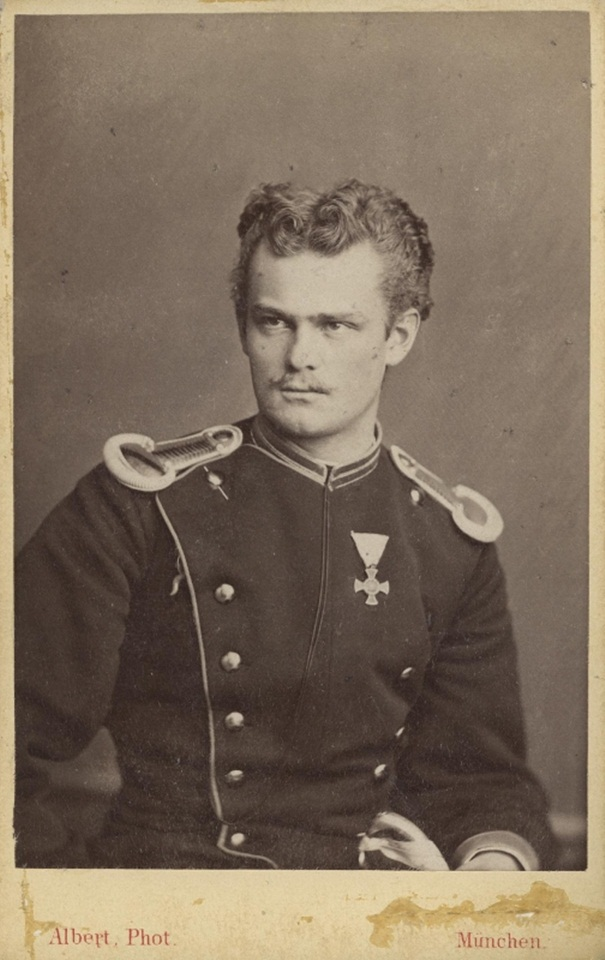
Max Emanuel in Bayern (1849–1893)

- Max Mattis (* 1998), Produzent, Schauspieler, Drehbuchautor
- Max The Sax (* 1985), österreichischer Saxofonist, Komponist und Arrangeur
- Max von Wachstein, Emanuel (1810–1901), böhmischer Bildhauer
- Max, Agathe, französische Geigerin und Komponistin
- Max, Alphonse (1929–2024), bulgarischer Schriftsteller und Generalkonsul in Montevideo
- Max, Arthur (* 1946), US-amerikanischer Szenenbildner
- Max, Bruno (* 1962), österreichischer Regisseur, Theaterleiter
- Max, Colombo (1877–1970), deutscher Maler
- Max, Corneille (1875–1924), deutscher Bildnis- und Landschaftsmaler sowie Radierer
- Max, Gabriel von (1840–1915), deutscher Maler und Theosoph
- Max, Hermann (* 1941), deutscher Kirchenmusiker und Dirigent
- Max, Ingolf (* 1957), deutscher Philosoph und Logiker
- Max, Joseph (1804–1855), böhmischer Bildhauer
- Max, Martin (* 1968), deutscher FußballspielerMartin Max (* 1968)

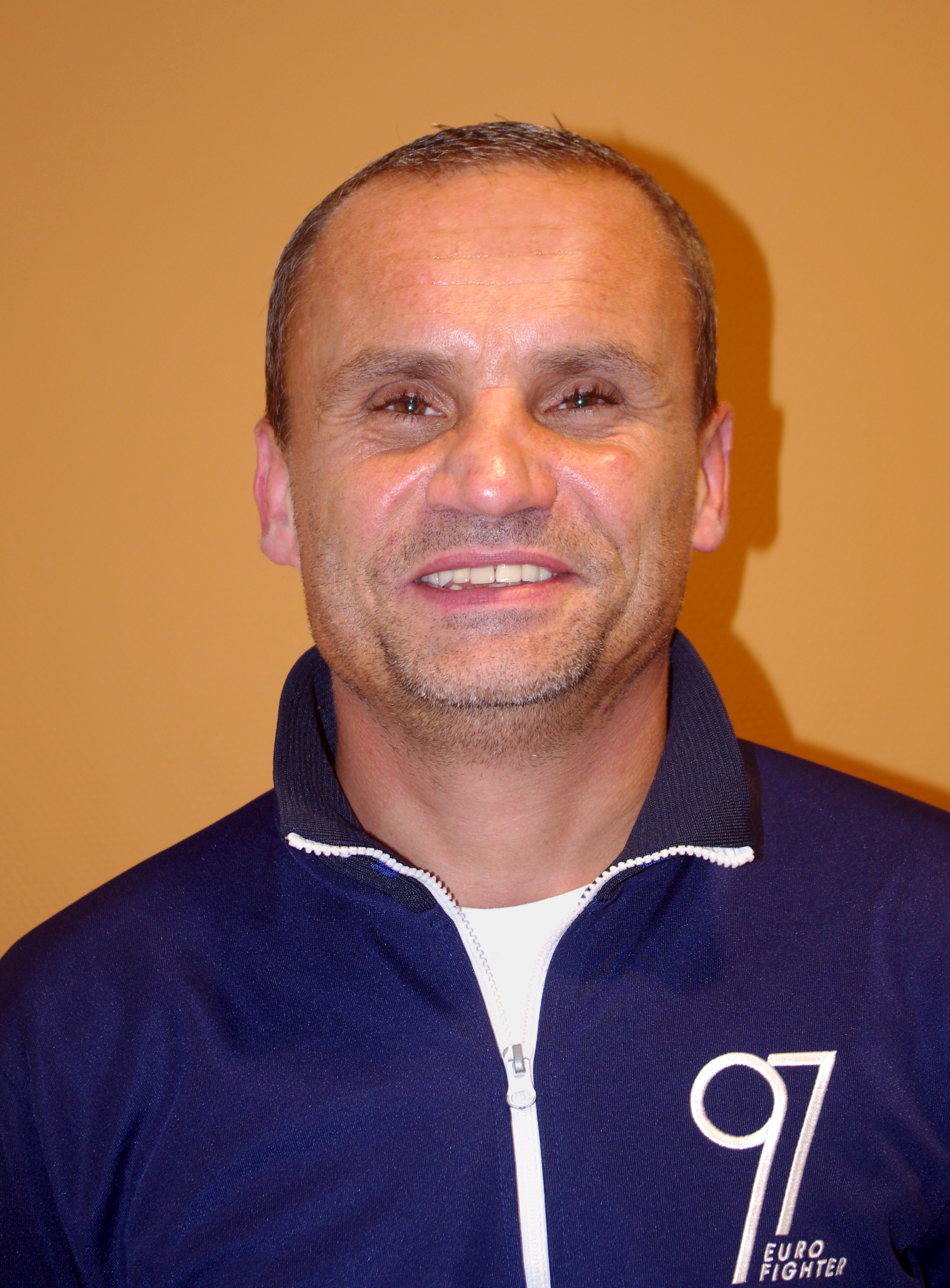
Martin Max (* 1968)

- Max, Masuimi (* 1978), US-amerikanische Schauspielerin und Model
- Max, Michael (* 1956), deutscher Radsporttrainer
- Max, Michael (* 1970), österreichischer katholischer Geistlicher, Präsident des Europäischen Priesterrates
- Max, Nicole (* 1961), luxemburgische Schauspielerin und Hörspielsprecherin
- Max, Peter (* 1937), US-amerikanischer Pop-Art-Künstler
- Max, Philipp (* 1993), deutscher Fußballspieler
- Max-Ehrler, Luise (1850–1920), österreichische Malerin
- Max-Neef, Manfred (1932–2019), chilenischer Ökonom
- Max-Theurer, Elisabeth (* 1956), österreichische Dressurreiterin
- Max-Theurer, Victoria (* 1985), österreichische Dressurreiterin

### Maxa
- Maxa, Felix (* 1997), österreichischer Eishockeyspieler
- Maxa, František (1923–2021), tschechoslowakischer Sportschütze
- Maxam, Allan (* 1942), US-amerikanischer Molekularbiologe
- Maxanches, Ramos (* 1994), osttimoresischer Fußballspieler

### Maxe
- Maxe, deutscher Musikproduzent aus dem Bereich des Hip-Hops
- Maxeiner, Alexandra (* 1971), deutsche Schriftstellerin
- Maxeiner, Dirk (* 1953), deutscher Journalist und Publizist
- Maxeiner, Helmut (1952–2009), deutscher Rechtsmediziner
- Maxeiner, Luna (* 2006), deutsche Schauspielerin
- Maxeiner, Sandra (* 1972), deutsche Politik- und Sozialwissenschaftlerin
- Maxeke, Charlotte († 1939), südafrikanische Aktivistin
- Maxen, Wilhelm (1867–1946), deutscher Politiker (Zentrum), MdR
- Maxentius († 312), römischer Kaiser (306–312)Maxentius († 312)

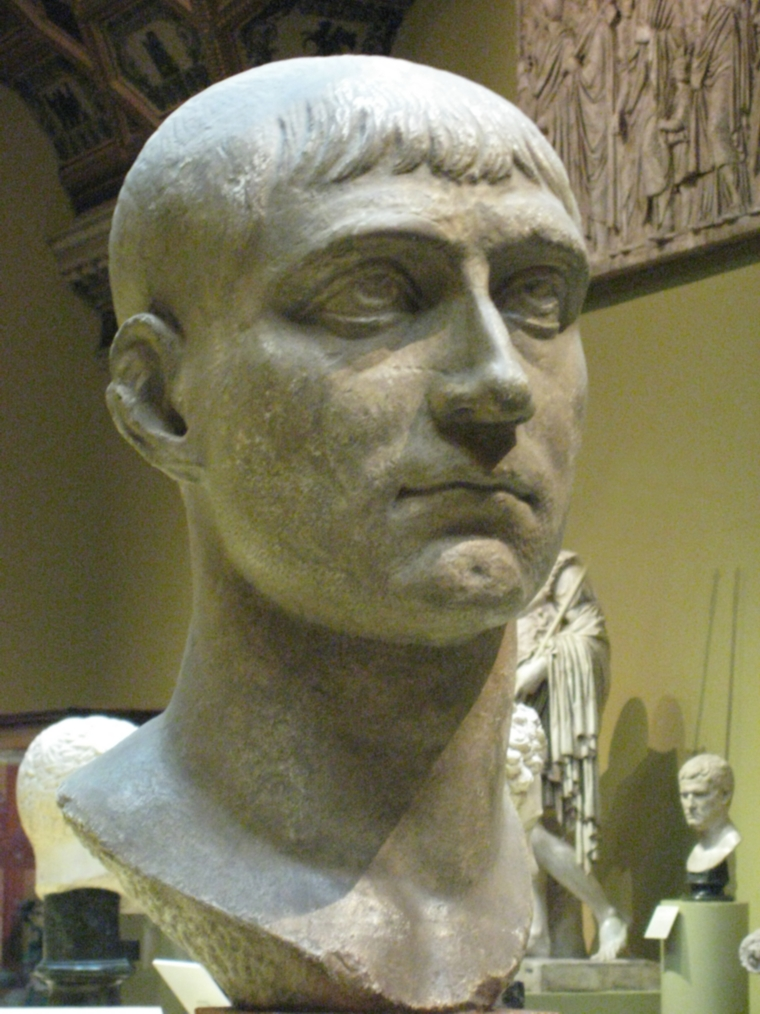
Maxentius († 312)

- Maxentius von Aquileia († 837), Patriarch von Aquileia
- Maxey, Glen (* 1952), US-amerikanischer Politiker und Abgeordneter
- Maxey, Peter (1930–2014), britischer Diplomat
- Maxey, Samuel B. (1825–1895), US-amerikanischer Politiker (Demokratische Partei)
- Maxey, Thomas Sheldon (1846–1921), US-amerikanischer Jurist und Politiker
- Maxey, Tyrese (* 2000), US-amerikanischer Basketballspieler

### Maxf
- Maxfield, Richard (1927–1969), US-amerikanischer Komponist klassischer Musik

### Maxh
- Maxheimer, Stuart, US-amerikanischer Schauspieler und Komiker
- Maxhuni, Artur (* 1972), albanischer Fußballspieler
- Maxhuni, Edon (* 1998), finnischer Basketballspieler

### Maxi
- Maxi (* 1950), irische Sängerin und Moderatorin
- Maxi Jazz (1957–2022), britischer MusikerMaxi Jazz (1957–2022)

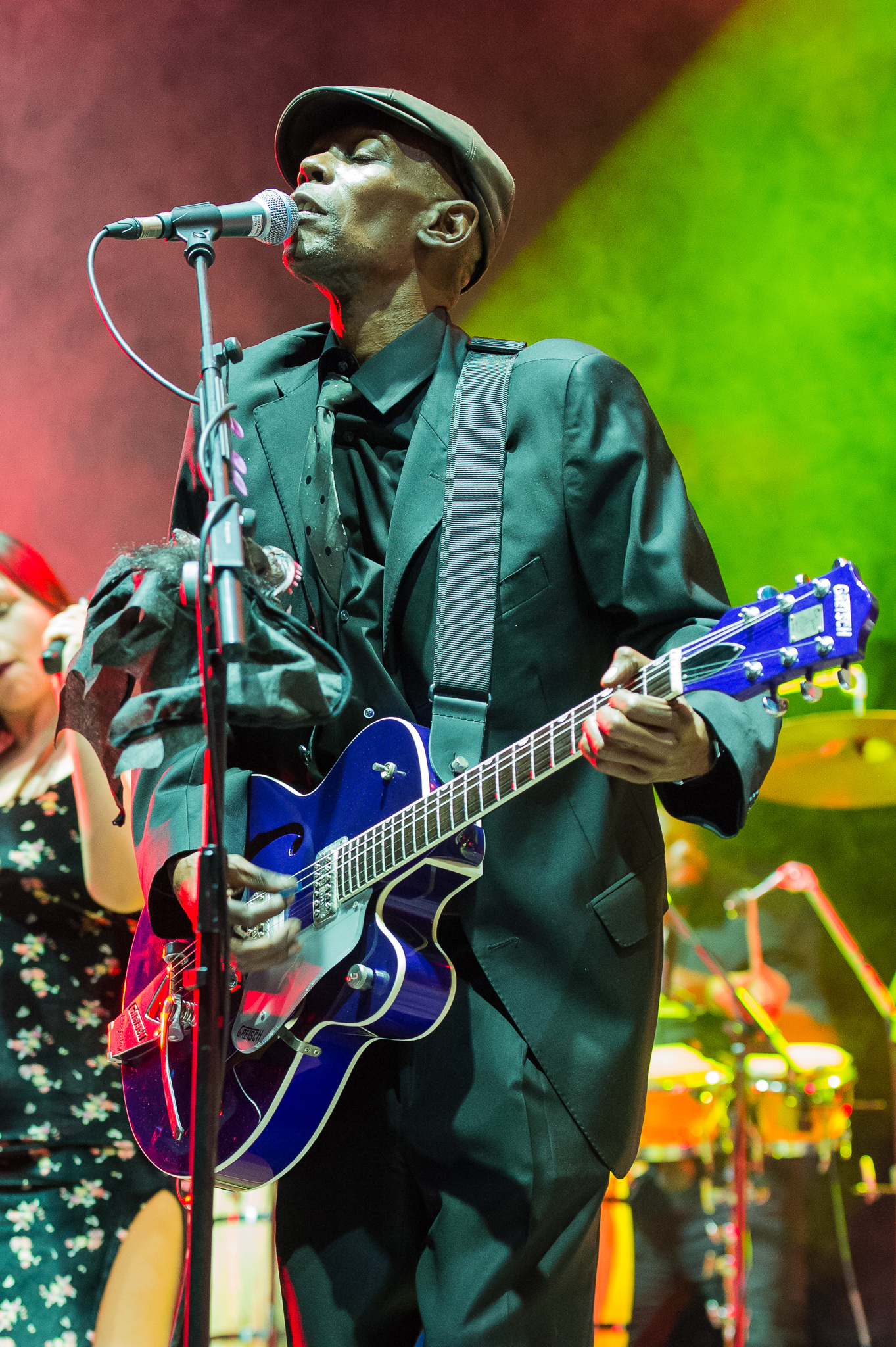
Maxi Jazz (1957–2022)

- Maxian, Beate (* 1967), deutschsprachige Autorin, Journalistin und Moderatorin
- Maxiell, Jason (* 1983), US-amerikanischer Basketballspieler
- Maxim (1914–2012), bulgarischer Geistlicher, Patriarch von Sofia
- Maxim (* 1982), deutscher Sänger-Songschreiber
- Maxim der Grieche († 1556), griechischer Mönch, Übersetzer und Heiliger der orthodoxen Kirche
- Maxim Maurice (* 1989), deutscher Zauberkünstler und Moderator
- Maxim, Alexandru (* 1990), rumänischer Fußballspieler
- Maxim, Daze (* 1977), deutscher Musiker
- Maxim, Hiram (1840–1916), britischer Erfinder
- Maxim, Hiram Percy (1869–1936), US-amerikanischer Erfinder
- Maxim, Joey (1922–2001), US-amerikanischer Boxer
- Maxim, Jonáš Jozef (* 1974), slowakischer Ordensgeistlicher, Erzbischof und Metropolit der Erzeparchie Prešov
- Máxima der Niederlande (* 1971), argentinisch-niederländische Adelige, Ehefrau von König Willem-Alexander der NiederlandeMáxima der Niederlande (* 1971)
- Maxima von Rom († 302), Heilige

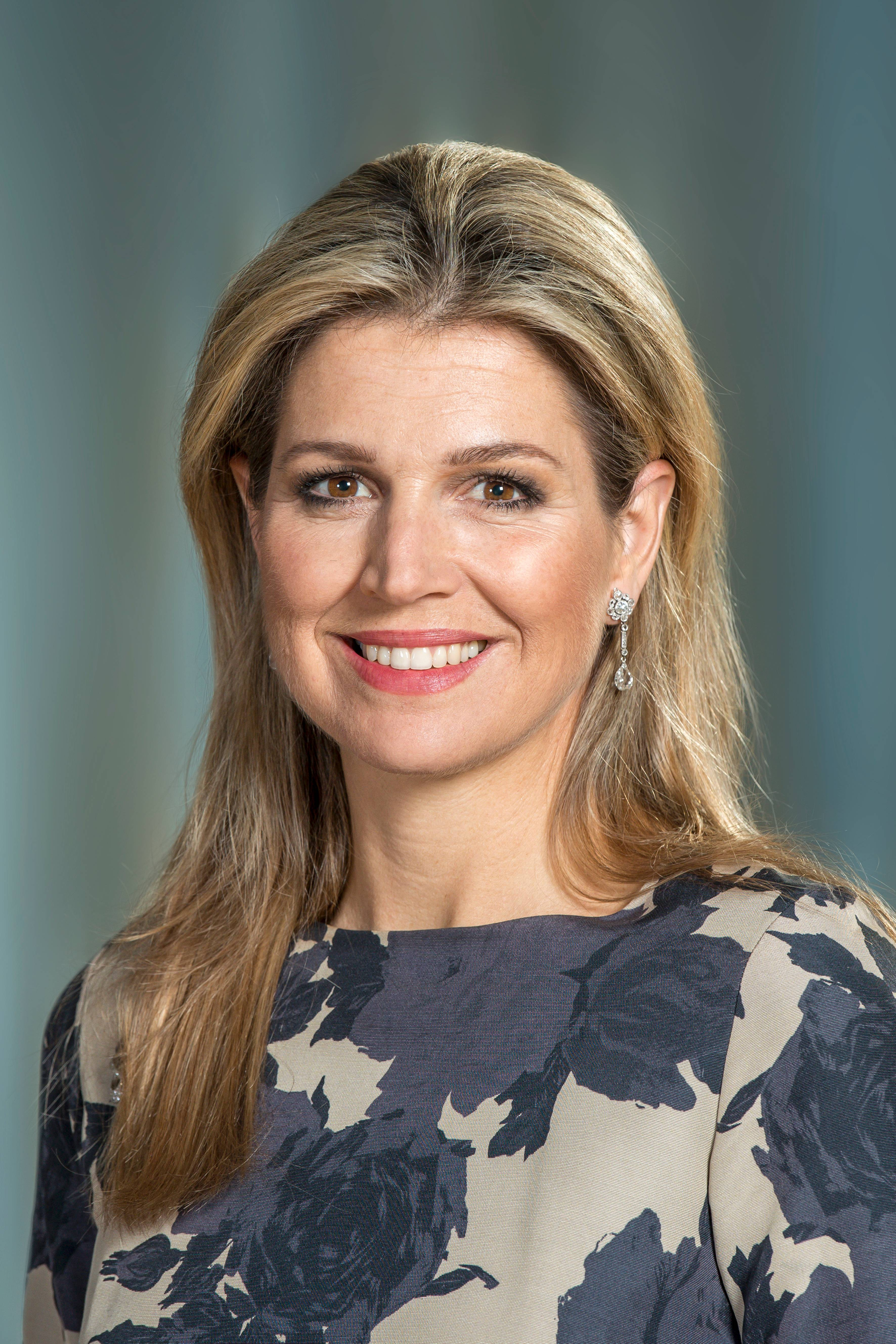
Máxima der Niederlande (* 1971)

- Maximenko, Alexander Wladimirowitsch (* 1998), russischer Fußballspieler
- Maximenko, Artjom Sergejewitsch (* 1998), russischer Fußballspieler
- Maximi, Marianne (* 1985), französische Politikerin
- Maximian († 310), römischer Kaiser
- Maximianus, Bischof von Trier
- Maximianus, spätantiker lateinischer Dichter
- Maximianus († 191), Bischof von Antiochien
- Maximianus, spätantiker Märtyrer
- Maximianus von Konstantinopel († 434), Erzbischof von Konstantinopel
- Maximianus von Ravenna (498–556), Erzbischof von Ravenna
- Maximilian (1636–1689), Fürst von Hohenzollern-Sigmaringen (1681–1689)
- Maximilian Adam (1611–1646), Landgraf von Leuchtenberg
- Maximilian Ernst von Österreich (1583–1616), Erzherzoglicher Prinz von Österreich, Koadjutor der Deutschmeister
- Maximilian Eugen von Österreich (1895–1952), österreichischer Erzherzog
- Maximilian Franz von Österreich (1756–1801), österreichischer Erzherzog, Bischof von Münster und Erzbischof von Köln
- Maximilian Friedrich von Königsegg-Rothenfels (1708–1784), Erzbischof von Köln
- Maximilian Heinrich (1681–1706), Graf zu Wied-Runkel
- Maximilian Heinrich von Bayern (1621–1688), Kurfürst von Kurköln und Erzbischof von Köln
- Maximilian I. (1459–1519), Kaiser des Heiligen Römischen Reiches
- Maximilian I. (1573–1651), Herzog und Kurfürst von Bayern
- Maximilian I. (1832–1867), österreichischer Erzherzog, Kaiser von MexikoMaximilian I. (1832–1867)

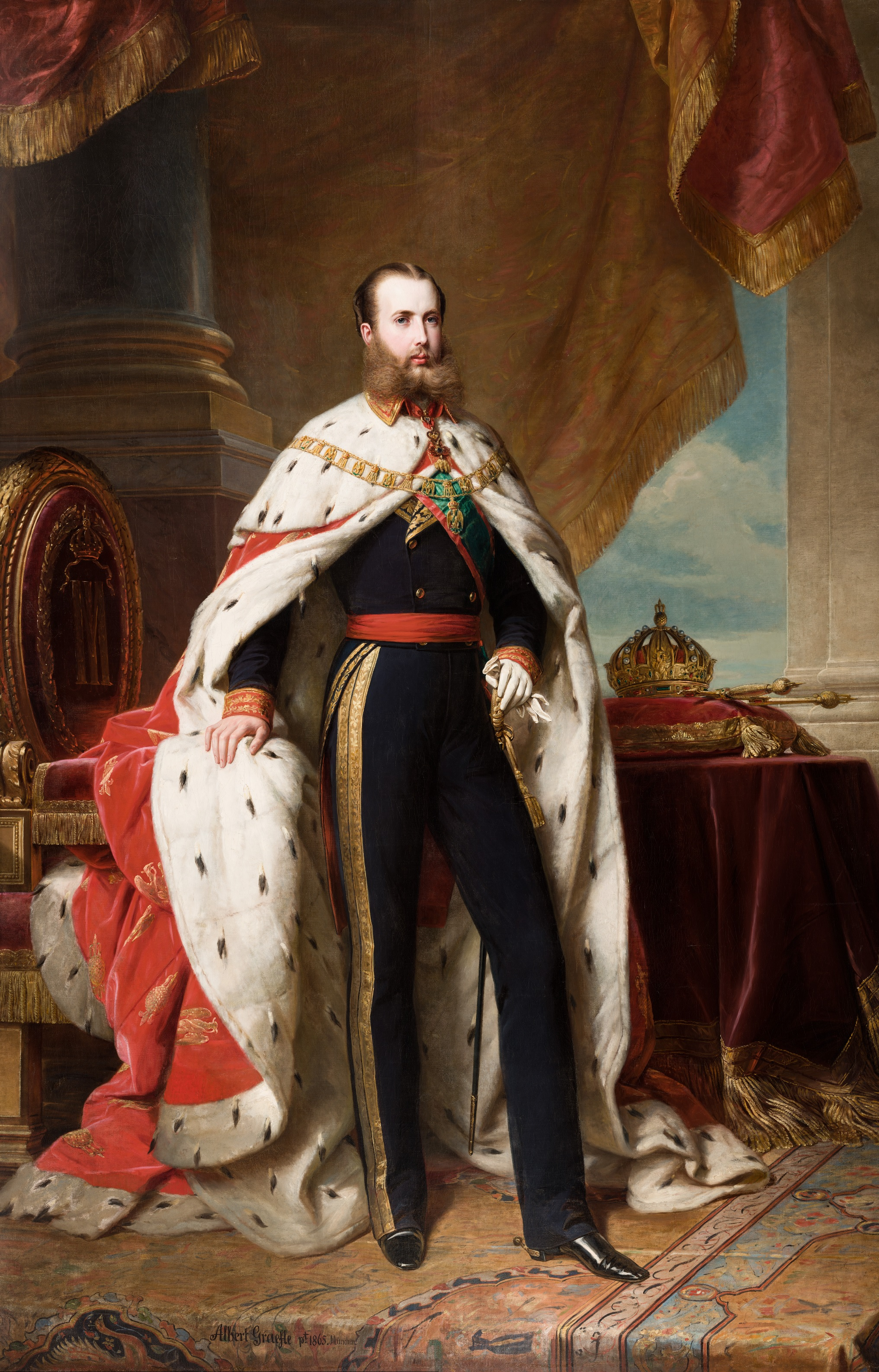
Maximilian I. (1832–1867)

- Maximilian I. Joseph (1756–1825), König von Bayern
- Maximilian II. (1527–1576), Kaiser des Heiligen Römischen Reiches, König von Böhmen und Ungarn
- Maximilian II. Emanuel (1662–1726), Kurfürst von Bayern, Generalstatthalter der Niederlande
- Maximilian II. Joseph (1811–1864), König von Bayern (1848–1864)Maximilian II. Joseph (1811–1864)

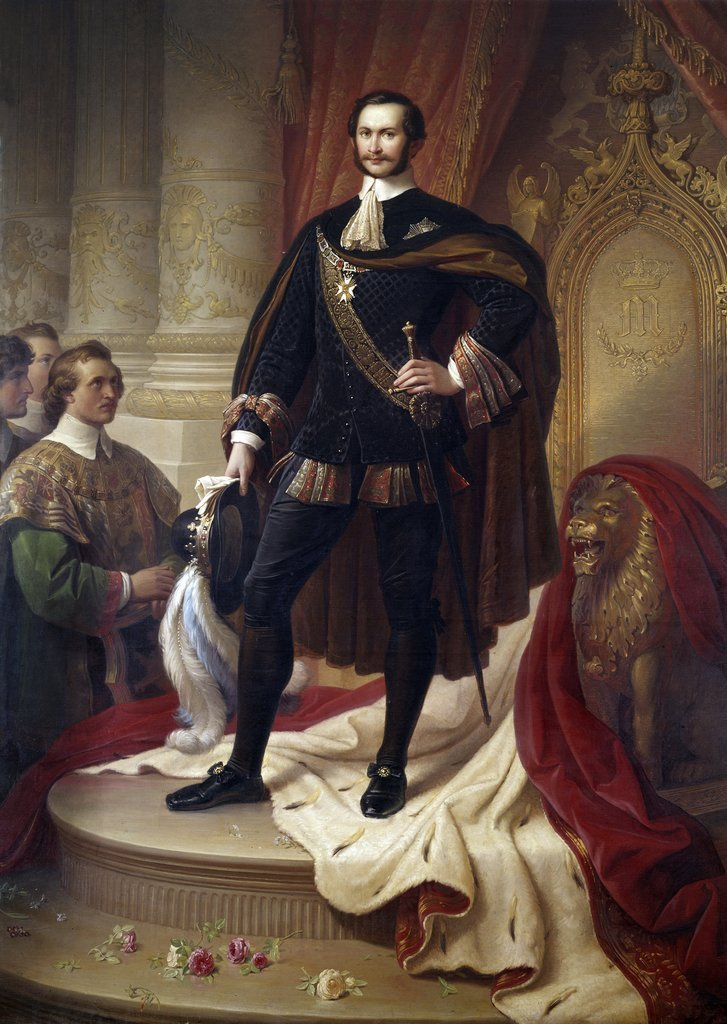
Maximilian II. Joseph (1811–1864)

- Maximilian III. (1558–1618), drittältester Sohn Kaiser Maximilians II., Hochmeister des Deutschen Ordens und Administrator Preußens
- Maximilian III. Joseph (1727–1777), Kurfürst von Bayern (1745–1777)
- Maximilian Joseph von Österreich-Este (1782–1863), österreichischer Erzherzog, Artillerie- und Festungsexperte, Hochmeister des Deutschen Ordens
- Maximilian Philipp Hieronymus (1638–1705), Herzog von Bayern-Leuchtenberg (1655–1705)
- Maximilian von Burgund (1514–1558), niederländischer Adliger; Markgraf von Vere
- Maximilian von Celeia, Bischof von Lorch
- Maximilian von Sachsen (1759–1838), Sohn des sächsischen Kurfürsten Friedrich Christian und Kronprinz von Sachsen
- Maximilian von Sachsen (1870–1951), sächsischer Prinz, katholischer Geistlicher und Gelehrter
- Maximilian von und zu Liechtenstein (* 1969), liechtensteinischer Manager, zweiter Sohn des regierenden Fürsten
- Maximilian von Württemberg (1828–1888), württembergischer Herzog
- Maximilian Wilhelm von Braunschweig und Lüneburg (1666–1726), deutscher Soldat, Prinz von Braunschweig-Lüneburg und kaiserlicher Feldmarschall
- Maximilian zu Salm-Salm (1732–1773), kaiserlicher Feldmarschall-Leutnant, Fürst von Salm-Salm
- Maximilian, Felix (* 1976), deutscher Schauspieler
- Maximilian, Max (1885–1930), deutscher Sänger, Schauspieler und Regisseur
- Maximiliane Josepha Karoline von Bayern (1810–1821), Prinzessin von Bayern
- Maximilianus von Numidien (274–295), numidischer Märtyrer
- Maximilla, byzantinische Großgrundbesitzerin, Adlige und Fabrikantin
- Maximin von Trier († 346), Bischof von Trier und Heiliger
- Maximini, Alfons (* 1952), deutscher rheinland-pfälzischer Politiker (SPD), MdL
- Maximinus, antiker römischer Toreut
- Maximinus († 420), spätantiker römischer Heermeister
- Maximinus Daia († 313), spätantiker römischer Kaiser
- Maximinus Thrax († 238), römischer Kaiser (235–238)Maximinus Thrax († 238)

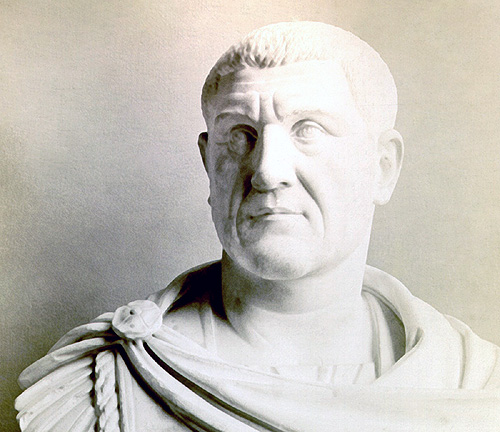
Maximinus Thrax († 238)

- Maximinus von Aix, Bischof von Aix
- Maximischin, Andrei Nikolajewitsch (* 1984), russischer Eistänzer
- Maximius Gaetulicus, Lucius, römischer Centurio
- Maximoff, Matéo († 1999), französischer Schriftsteller
- Maximos, griechischer Koroplast
- Maximos († 1305), orthodoxer Metropolit von Kiew und Wladimir
- Maximos I. von Konstantinopel, Erzbischof von Konstantinopel (380)
- Maximos II. († 1216), Patriarch von Konstantinopel
- Maximos V. (1897–1972), orthodoxer Bischof; Patriarch von Konstantinopel
- Maximos von Ephesos († 372), spätantiker Philosoph (Neuplatoniker)
- Maximos von Tyros, antiker Redner und Philosoph
- Maximos, Dimitrios (1873–1955), griechischer Politiker und Ministerpräsident
- Maximotschkin, Michail Michailowitsch (* 1993), russischer Skispringer
- Maximova, Dari (* 1984), deutsches Model
- Maximová, Elizaveta (* 1992), tschechische Schauspielerin
- Maximovič, Gerd (* 1944), deutscher Science-Fiction- und Sachbuchautor
- Maximow, Alexander Alexandrowitsch (1874–1928), russischer Embryologe, Hämatologe, Anatom und Histologe
- Maximow, Alexander Alexandrowitsch (1891–1976), sowjetischer Philosoph und Wissenschaftshistoriker
- Maximow, Alexei Alexandrowitsch (* 1952), sowjetischer und russischer Maler
- Maximow, Anton Lwowitsch (* 1970), russischer Chemiker
- Maximow, Arseni Wladimirowitsch (1912–2003), russischer Architekt, Baubeamter und Hochschullehrer
- Maximow, Dmitri Sergejewitsch, sowjetischer Flugzeugkonstrukteur
- Maximow, Jurij (* 1968), ukrainischer FußballspielerJurij Maximow (* 1968)

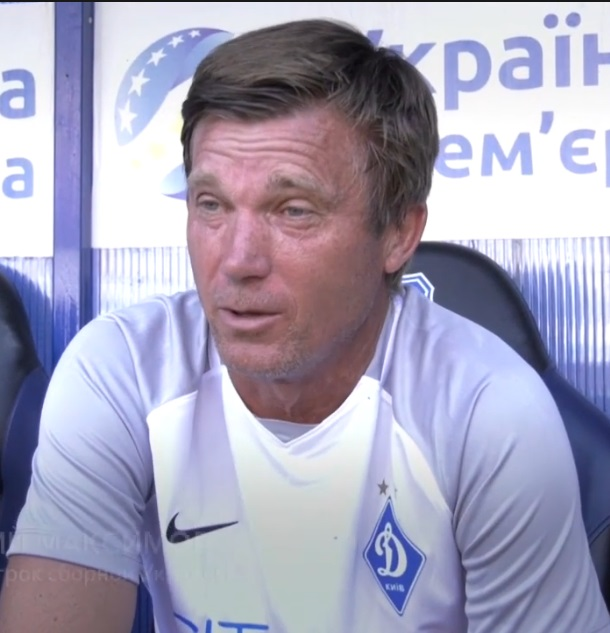
Jurij Maximow (* 1968)

- Maximow, Maxim Gennadjewitsch (* 1979), russischer Biathlet
- Maximow, Maxim Sergejewitsch (* 1995), russischer Fußballspieler
- Maximow, Nikolai (* 1972), kasachisch-russischer Wasserballspieler
- Maximow, Nikolai Michailowitsch (* 1956), russischer Admiral und ehemaliger Kommandeur der russischen Nordflotte
- Maximow, Pjotr Wassiljewitsch (1852–1915), russischer Diplomat
- Maximow, Roman Andrejewitsch (* 1988), russischer Radrennfahrer
- Maximow, Sergei Nikolajewitsch (* 1974), russischer Hacker
- Maximow, Wassili Maximowitsch (1844–1911), russischer Maler
- Maximow, Wladimir Jemeljanowitsch (1930–1995), sowjetischer Schriftsteller
- Maximow, Wladimir Salmanowitsch (* 1945), russischer Handballspieler und Handballtrainer
- Maximowa, Anastassija Iwanowna (* 1991), russische Turnerin
- Maximowa, Antonina Michailowna (1916–1986), sowjetische Schauspielerin
- Maximowa, Jekaterina Nikolajewna (1891–1932), sowjetische Architektin
- Maximowa, Jekaterina Sergejewna (1939–2009), russische BalletttänzerinJekaterina Sergejewna Maximowa (1939–2009)

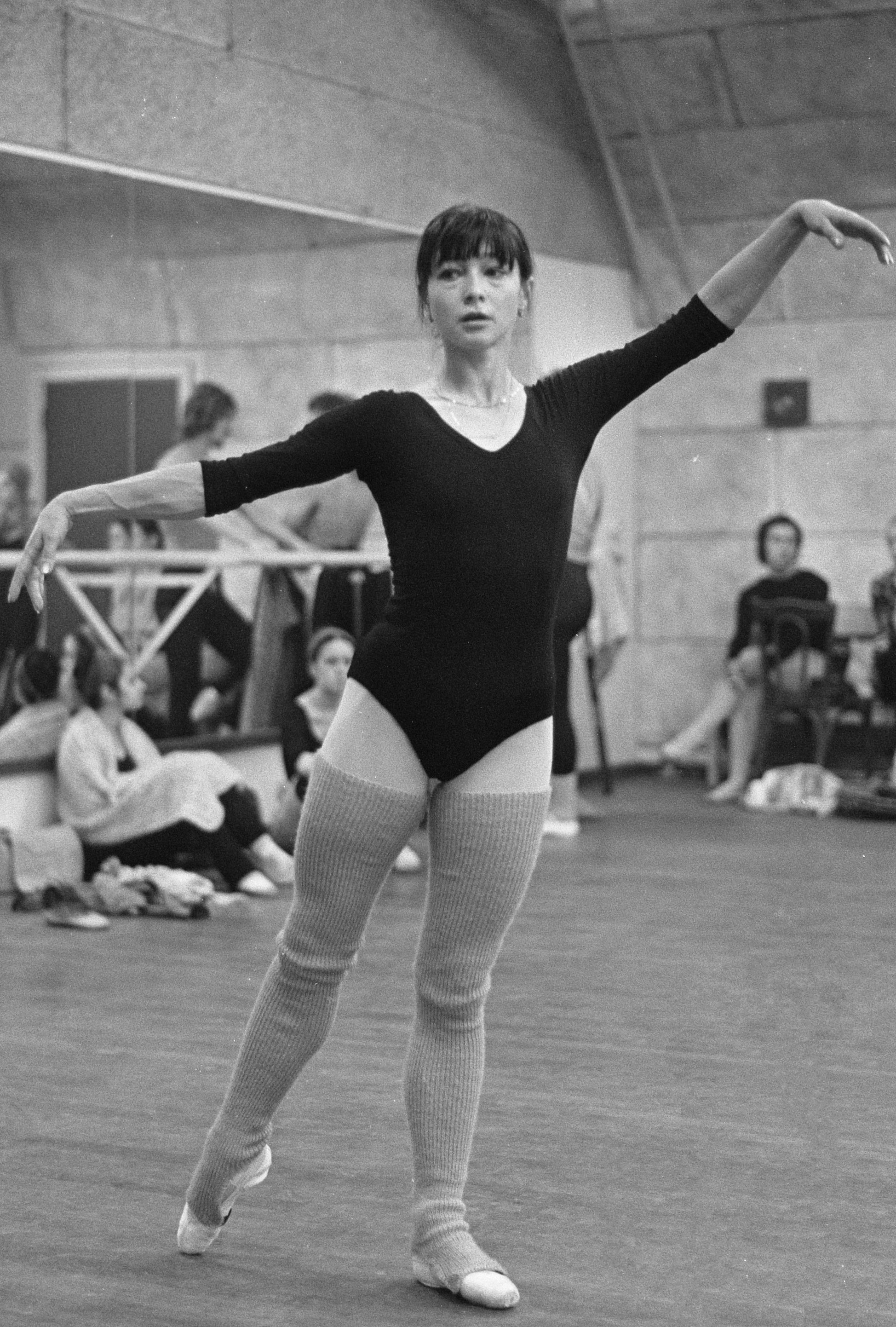
Jekaterina Sergejewna Maximowa (1939–2009)

- Maximowa, Jelena Alexandrowna (1905–1986), sowjetische Schauspielerin
- Maximowa, Larissa Lwowna (1943–2025), sowjetische bzw. russische Mathematische Logikerin und Hochschullehrerin
- Maximowa, Marija Iwanowna (1885–1973), russische bzw. sowjetische Kunsthistorikerin und Hochschullehrerin
- Maximowa, Walentina Michailowna (* 1937), sowjetische Radrennfahrerin
- Maximowicz, Karl Johann (1827–1891), deutsch-russischer Botaniker
- Maximowna, Ita (1901–1988), russisch-deutsche Bühnenbildnerin, Kostümbildnerin und Illustratorin
- Maximowskaja, Marianna Alexandrowna (* 1970), russische Fernsehjournalistin
- Maximtschuk, Alexei Romanowitsch (* 1958), russischer Admiral
- Maximus, Bischof von Genf
- Maximus, Bischof von Konstanz
- Maximus, Bischof von Mainz
- Maximus, spätantiker römischer Silberschmied
- Maximus, Augustus des Römischen Reiches
- Maximus Caesar (216–238), römischer Mitkaiser (236–238)
- Maximus Confessor († 662), theologischer Gelehrter und kaiserlicher Sekretär in Konstantinopel
- Maximus Lucilianus, römischer Statthalter
- Maximus Messalla, Manius Valerius, römischer Consul und Zensor
- Maximus von Alexandria († 282), Bischof von Alexandria
- Maximus von Saragossa, Bischof von Saragossa
- Maximus von Turin, Bischof von Turin
- Maximus, Junior (* 1983), deutsch-kongolesischer Boxer
- Maximus, Magnus († 388), Kaiser im Westen des Römischen ReichesMagnus Maximus († 388)

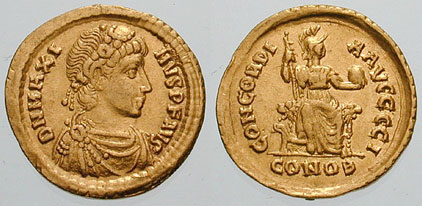
Magnus Maximus († 388)

- Maximus, Marius, römischer Historiker und Senator
- Maximytschew, Igor Fjodorowitsch (1932–2021), sowjetischer Diplomat
- Maxin, Fritz (1885–1960), deutscher Politiker (DNVP), MdR
- Maxine (* 1970), niederländische Sängerin

### Maxl
- Maxlrain, Wolf Dietrich von († 1586), deutscher Adliger, Reichsherr der Herrschaft Waldeck

### Maxo
- Maxo, antiker römischer Toreut
- Maxon, Ernst (1867–1952), deutscher Mediziner
- Maxon, Rex (1892–1973), US-amerikanischer Comiczeichner
- Maxon, Wilhelm (1894–1971), deutscher Landschaftsmaler und Grafiker
- Maxová, Jaroslava (* 1957), tschechische Opernsängerin (Mezzosopran) und Gesangslehrerin
- Maxová, Radka (* 1968), tschechische Politikerin (ANO 2011), MdEP

### Maxr
- Maxrath, Diethelm (* 1955), deutscher Ruderer

### Maxs
- Maxse, Ernest (1863–1943), britischer Diplomat und Nachrichtendienstler
- Maxse, Ivor (1862–1958), britischer General
- Maxsein, Agnes Katharina (1904–1991), deutsche Politikerin (CDU), MdA
- Maxsø, Andreas (* 1994), dänischer Fußballspieler
- Maxson, Frederick (1862–1934), US-amerikanischer Komponist und Organist
- Maxson, Lewis (1855–1916), US-amerikanischer Bogenschütze
- Maxson, Linda (* 1942), US-amerikanische Biologin
- Maxstadt, Karl (1853–1930), deutscher Unterhaltungskünstler (Volkssänger)
- Maxsted, Jack (1916–2001), britischer Artdirector und Szenenbildner

### Maxt
- Maxted, Billy (1917–2001), US-amerikanischer Jazzpianist und Arrangeur
- Maxted, Lui (* 2003), britischer Tennisspieler
- Maxtla († 1428), Herrscher des Stadtstaates Azcapotzalco
- Maxton, Graeme (* 1960), britischer Ökonom, ehemaliger Generalsekretär des Club of Rome
- Maxton, James (1885–1946), britischer Politiker (Labour Party, Independent Labour Party) und Pazifist
- Maxton, John, Baron Maxton (* 1936), britischer Politiker, Mitglied des House of Commons
- Maxtone-Graham, Ian (* 1959), US-amerikanischer Drehbuchautor und Fernsehproduzent

### Maxu
- Maxuilili, Nathaniël (1927–1999), namibischer Politiker

### Maxw
- Maxwald, Elisabeth (1967–2013), österreichische Blindensportlerin
- Maxwald, Hannes (* 1968), österreichischer Motorrad-Rennfahrer
- Maxwald, Maria (* 1965), österreichische Ordensschwester, Provinzialoberin der Don-Bosco-Schwestern in Österreich
- Maxwell (* 1973), US-amerikanischer R&B-Musiker
- Maxwell (* 1981), brasilianischer Fußballspieler
- Maxwell (* 1993), deutscher RapperMaxwell (* 1993)

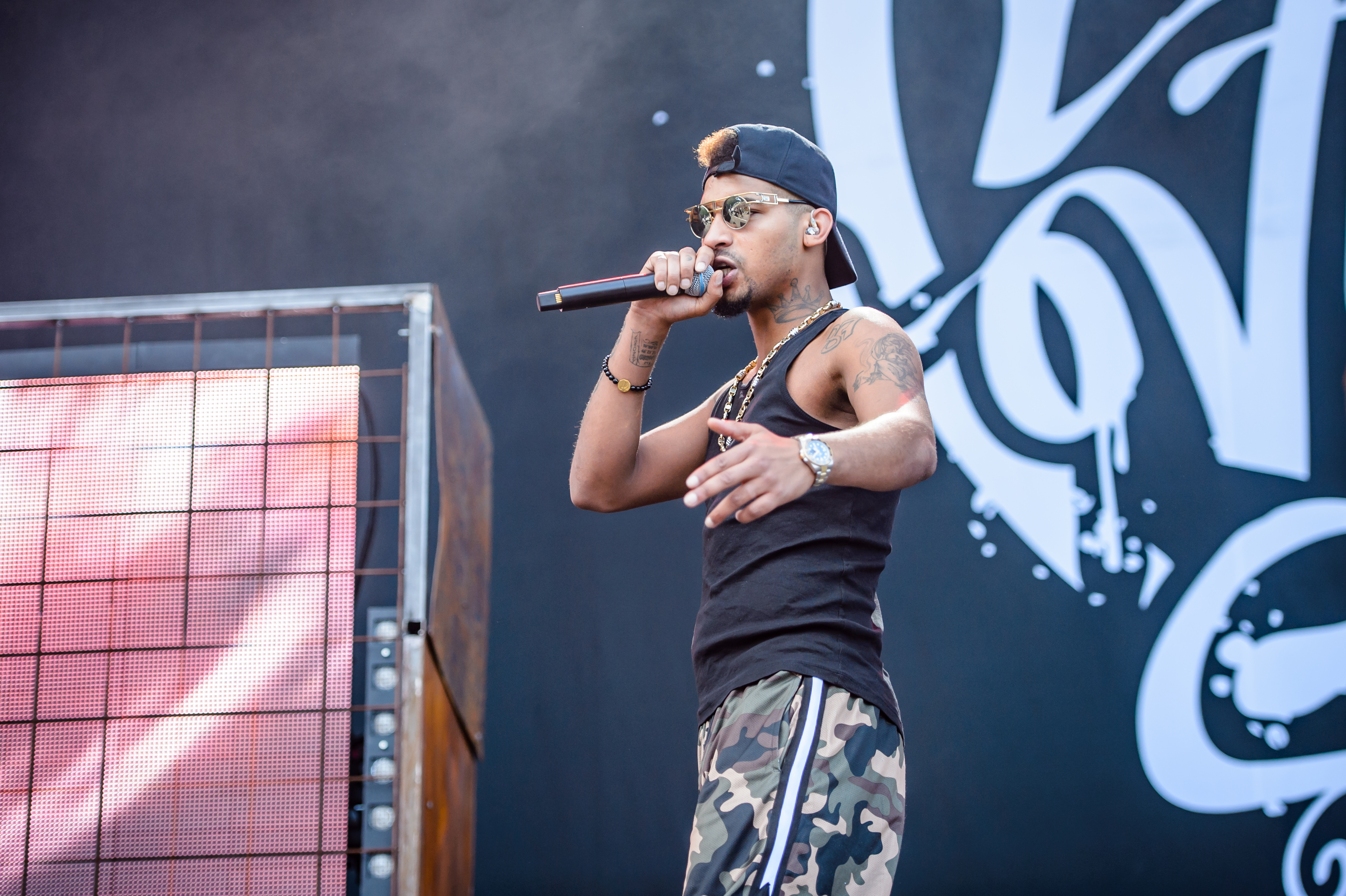
Maxwell (* 1993)

- Maxwell Fyfe, David, 1. Earl of Kilmuir (1900–1967), britischer Politiker (Conservative Party), Mitglied des House of Commons
- Maxwell, Agnes, 4. Lady Herries of Terregles († 1594), schottische Adlige
- Maxwell, Alexander, 2. Baronet († 1730), schottischer Adliger, Politiker und Großgrundbesitzer
- Maxwell, Ally (* 1965), schottischer Fußballtorwart
- Maxwell, Anna (1851–1929), US-amerikanische Krankenschwester, „Florence Nightingale“ der US-Pflege
- Maxwell, Arthur S. (1896–1970), britischer Autor, Herausgeber und Leiter der Siebenten-Tags-Adventisten
- Maxwell, Augustus (1820–1903), US-amerikanischer Jurist und Politiker
- Maxwell, Ben (* 1988), kanadischer Eishockeyspieler
- Maxwell, Bill, US-amerikanischer Schlagzeuger und Produzent
- Maxwell, Billie (1906–1954), US-amerikanische Countrysängerin
- Maxwell, Blan R. (1899–1943), US-amerikanischer Politiker
- Maxwell, Brad (1957–2023), kanadischer Eishockeyspieler
- Maxwell, Brandon (* 1991), US-amerikanisch-kanadisch-deutscher Eishockeytorhüter
- Maxwell, Bryan (* 1955), kanadischer Eishockeyspieler, -trainer und -funktionär
- Maxwell, Byron (* 1988), US-amerikanischer American-Football-Spieler
- Maxwell, Cedric (* 1955), US-amerikanischer Basketballspieler
- Maxwell, David (1943–2015), US-amerikanischer Bluespianist
- Maxwell, David (1951–2023), britischer Ruderer
- Maxwell, David (* 1965), irischer Politiker
- Maxwell, Edwin (1886–1948), irischer Schauspieler
- Maxwell, Elisabeth (1921–2013), französische Holocaustforscherin, Ehefrau von Robert Maxwell
- Maxwell, Elsa (1883–1963), US-amerikanische Journalistin
- Maxwell, Fleur (* 1988), luxemburgische Eiskunstläuferin
- Maxwell, Frank (1916–2004), US-amerikanischer Schauspieler
- Maxwell, Garth (* 1963), neuseeländischer Regisseur
- Maxwell, Gavin (1914–1969), schottischer Schriftsteller und Naturschützer
- Maxwell, George C. (1771–1816), US-amerikanischer Jurist und Politiker
- Maxwell, Ghislaine (* 1961), britisch-amerikanische UnternehmerinGhislaine Maxwell (* 1961)

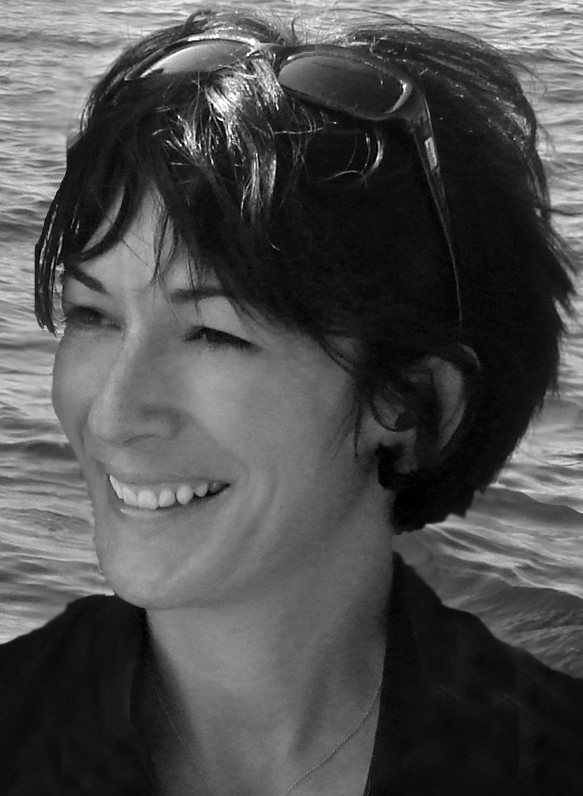
Ghislaine Maxwell (* 1961)

- Maxwell, Glenn (* 1988), australischer Cricketspieler
- Maxwell, Herbert, schottischer Ritter und Burgherr von Caerlaverock Castle
- Maxwell, Herbert, 1. Lord Maxwell, schottischer Adeliger
- Maxwell, James (1929–1995), britischer Schauspieler und Drehbuchautor
- Maxwell, James (* 2001), schottischer Fußballspieler
- Maxwell, James Clerk (1831–1879), schottischer PhysikerJames Clerk Maxwell (1831–1879)

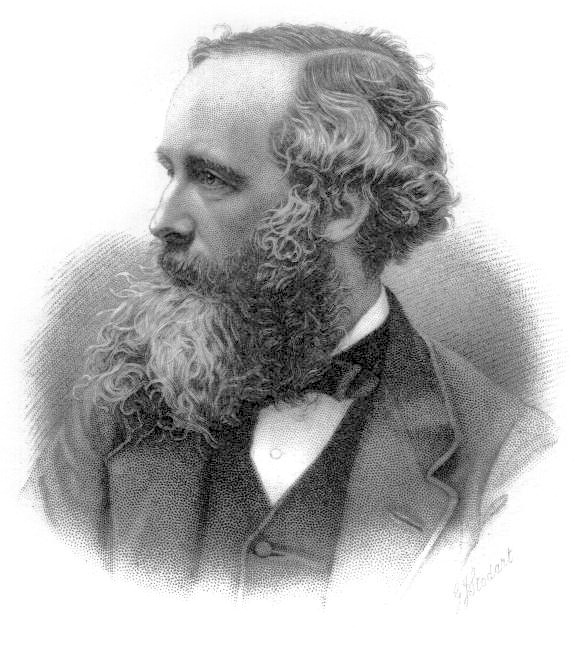
James Clerk Maxwell (1831–1879)

- Maxwell, James, 1. Baronet, schottischer Adliger
- Maxwell, Jane († 1812), Dame der Gesellschaft
- Maxwell, Jeff (* 1947), US-amerikanischer Schauspieler
- Maxwell, Jimmy (1917–2002), US-amerikanischer Jazzmusiker
- Maxwell, Joan (1930–2000), kanadische Sängerin (Mezzosopran) und Musikpädagogin
- Maxwell, Joe (* 1957), US-amerikanischer Politiker
- Maxwell, John (1871–1906), US-amerikanischer Golfer
- Maxwell, John (1877–1940), britischer Filmunternehmer
- Maxwell, John C. (* 1947), amerikanischer evangelikaler Pastor, Autor, Redner und Managementexperte
- Maxwell, John Grenfell (1859–1929), britischer General
- Maxwell, John Patterson Bryan (1804–1845), US-amerikanischer Politiker
- Maxwell, John, 1. Baron Farnham († 1759), irischer Politiker und Peer
- Maxwell, John, 3. Earl of Nithsdale († 1677), schottischer Adeliger
- Maxwell, John, 3. Lord Maxwell (1454–1513), schottischer Adeliger
- Maxwell, John, 6. Lord Herries of Terregles († 1631), schottischer Adeliger
- Maxwell, John, 7. Lord Maxwell (1553–1593), schottischer Adliger
- Maxwell, John, 8. Lord Maxwell († 1613), schottischer Adeliger
- Maxwell, John, Master of Maxwell († 1484), schottischer Adeliger
- Maxwell, Julia (* 1989), kanadische Schauspielerin
- Maxwell, Lawrence (1853–1927), US-amerikanischer Jurist, Hochschullehrer und United States Solicitor General
- Maxwell, Lewis (1790–1862), US-amerikanischer Politiker
- Maxwell, Lilly († 1876), britische Suffragette
- Maxwell, Lois (1927–2007), kanadische Schauspielerin
- Maxwell, Lukita (* 2001), indonesisch-US-amerikanische SchauspielerinLukita Maxwell (* 2001)

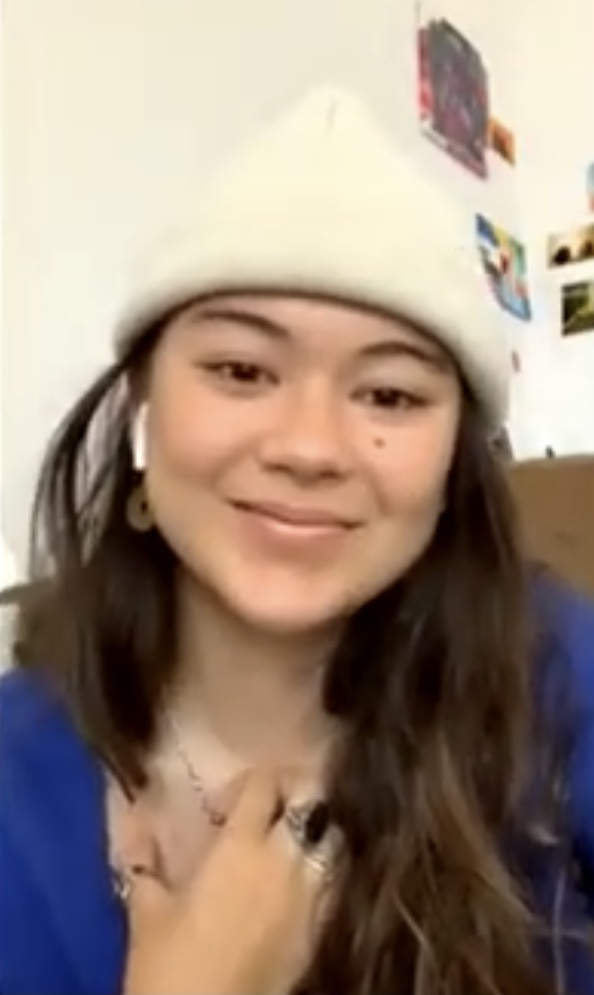
Lukita Maxwell (* 2001)

- Maxwell, Marilyn (1921–1972), US-amerikanische Schauspielerin
- Maxwell, Neal A. (1926–2004), amerikanischer Kirchenführer, Apostel der Kirche Jesu Christi der Heiligen der Letzten Tage
- Maxwell, Paul (1921–1991), kanadischer Schauspieler
- Maxwell, Perry Duke (1879–1952), amerikanischer Golfarchitekt
- Maxwell, Peter, 27. Baron de Ros (* 1958), britischer Peer und Politiker
- Maxwell, Richard (* 1967), US-amerikanischer Regisseur, Theaterleiter, Autor und Musiker
- Maxwell, Robert (1923–1991), tschechoslowakisch-britischer Verleger, Unternehmer und Politiker der Labour PartyRobert Maxwell (1923–1991)

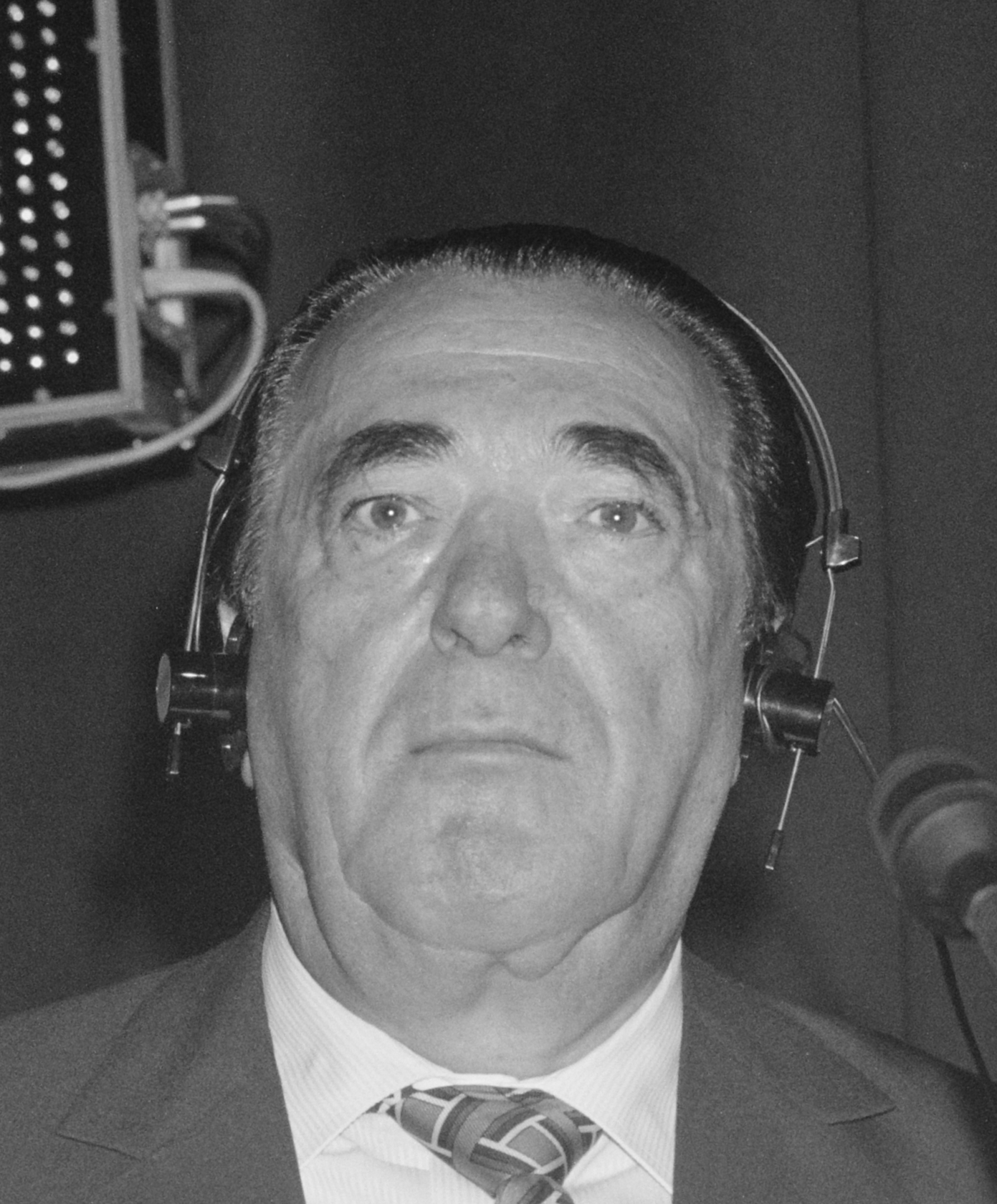
Robert Maxwell (1923–1991)

- Maxwell, Robert A. (1838–1912), US-amerikanischer Politiker
- Maxwell, Robert, 1. Baronet († 1681), schottischer Adliger und Großgrundbesitzer
- Maxwell, Robert, 1. Earl Farnham († 1779), irischer Politiker und Peer
- Maxwell, Robert, 1. Earl of Nithsdale († 1646), schottischer Adliger
- Maxwell, Robert, 2. Baronet († 1693), schottischer Adliger und Politiker
- Maxwell, Robert, 2. Earl of Nithsdale (1620–1667), schottischer Adliger
- Maxwell, Robert, 2. Lord Maxwell († 1485), schottischer Adeliger
- Maxwell, Robert, 4. Earl of Nithsdale (1628–1683), schottischer Adliger
- Maxwell, Robert, 4. Lord Maxwell (1493–1546), schottischer Adeliger
- Maxwell, Robert, 5. Lord Maxwell (1510–1552), schottischer Adliger
- Maxwell, Robert, 6. Lord Maxwell, schottischer Adliger
- Maxwell, Roberta (* 1942), kanadische Schauspielerin
- Maxwell, Ronald F. (* 1949), US-amerikanischer Filmregisseur, Drehbuchautor, Produzent
- Maxwell, Sam (* 1991), englischer Boxer
- Maxwell, Samara (* 2001), neuseeländische Radrennfahrerin
- Maxwell, Samuel (1825–1901), US-amerikanischer Politiker
- Maxwell, Samuel (* 1988), britischer Boxsportler
- Maxwell, Sarah Dawn (* 1977), kanadische Beachvolleyballspielerin
- Maxwell, Scott (* 1964), kanadischer Autorennfahrer
- Maxwell, Stella (* 1990), britisches ModelStella Maxwell (* 1990)

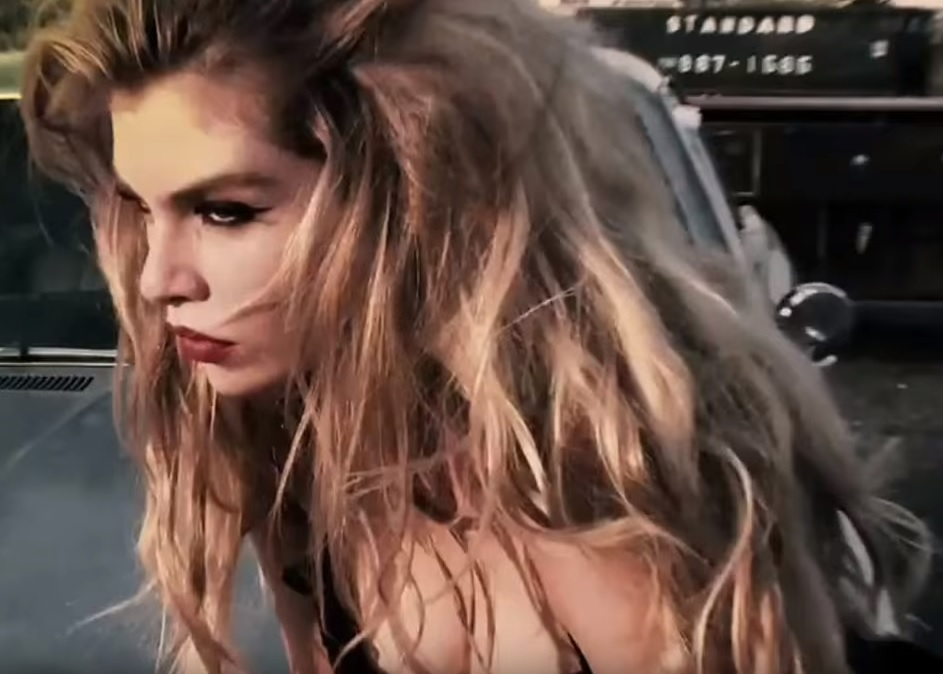
Stella Maxwell (* 1990)

- Maxwell, Stewart (* 1963), schottischer Politiker
- Maxwell, Susannah (1805–1923), US-amerikanische hochaltrige Person (Afroamerikanerin)
- Maxwell, Thomas (1792–1864), US-amerikanischer Jurist und Politiker
- Maxwell, Warren (* 1952), britischer Eiskunstläufer
- Maxwell, William (1875–1940), schottischer Fußballspieler und -trainer
- Maxwell, William (1908–2000), US-amerikanischer Journalist und Schriftsteller
- Maxwell, William Edward (1846–1897), britischer Hochkommissar von British Malaya, Gouverneur der Straits Settlements und Gouverneur der Goldküste
- Maxwell, William George (1871–1959), britischer Kolonialbeamter und Resident in Perak
- Maxwell, William Sutherland (1874–1952), Architekt für den Schrein des Bab und einer der zwölf Hände der Sache
- Maxwell, William, 1. Baronet († 1709), schottischer Adliger und Großgrundbesitzer
- Maxwell, William, 2. Baronet (1703–1760), schottisch-britischer Adliger
- Maxwell, William, 3. Baronet († 1771), schottischer Adliger und Großgrundbesitzer
- Maxwell, William, 3. Baronet (1739–1804), schottisch-britischer Adliger
- Maxwell, William, 5. Earl of Nithsdale (1676–1744), schottischer Adliger
- Maxwell, William, 5. Lord Herries of Terregles († 1604), schottischer Adliger
- Maxwell-Pierson, Stephanie (* 1964), US-amerikanische Ruderin
- Maxwill, Peter (* 1987), deutscher Journalist und Autor
- Maxworthy, Tony (1933–2013), britisch-US-amerikanischer Ingenieurwissenschaftler

### Maxx
- Maxx, Arthena (* 1969), österreichische Künstlerin
- Maxxess (* 1962), deutscher Elektronik- und Rock-Musiker

### Maxy
- Maxy, M. H. (1895–1971), rumänischer Künstler
- Maxylewicz, Wincenty († 1745), polnischer Komponist und Dirigent